# Die Pille
Die Pille war eine spätexpressionistisch-dadaistische Zeitschrift der 1920er Jahre. Der Untertitel lautete anfangs Aktuelle, kritische, witzige, freche, unparteiische Wochenschrift, später auch Eine heilsame Wochenschrift. Handel – Börse – Theater – Kunst – Politik – Gesellschaft. Das Blatt, herausgegeben von Bernhard Gröttrup (1883–1953), erschien von September 1920 bis Ende 1922 in unterschiedlichen Verlagen sowohl in als auch außerhalb Hannovers. Mitarbeiter waren unter anderem Paul Steegemann, Johann Frerking, Kurt Schwitters, Raoul Hausmann und Salomo Friedländer (alias Mynona).